# Marian Spychała
Marian Spychała (ur. 3 kwietnia 1932 w Pasierbach, zm. 26 lutego 2015 w Opolu) – polski żużlowiec i trener sportu żużlowego.

## Życiorys

### Kariera sportowa
Sport żużlowy uprawiał w latach 1949–1970, reprezentując kluby Kolejarz Rawicz (1949–1956, 1959), Sparta II Wrocław (1958), Unia Tarnów (1960) oraz Stal Rzeszów (1961–1970). Marian Spychała był również członkiem szerokiej kadry narodowej.
Największym sukcesem w karierze zawodniczej było wywalczenie awansu do Finału Światowego MŚP w 1970 roku. Niestety PZM nie wysłał nikogo na finał.
Sześciokrotny medalista drużynowych mistrzostw Polski: złoty (1961), trzykrotnie srebrny (1955, 1962, 1963) oraz dwukrotnie brązowy (1954, 1966). Sześciokrotny finalista IMP - najlepszą pozycję zajął w 1963 roku w Rybniku gdzie był piąty. Ośmiokrotny finalista Memoriału Smoczyka, w 1955 roku zajął piąte miejsce. Trzykrotny finalista Pucharu ROW (9. miejsce w 1962). Dwukrotny finalista Criterium Asów, a najlepszy wynik to piąta pozycja w 1955 roku. Dwukrotnie również wystąpił w Memoriale Raniszewskiego (12. miejsce w 1960 r.).

### Kariera trenerska
Po zakończeniu czynnej kariery żużlowej zdobył uznanie również jako szkoleniowiec, był trenerem reprezentacji Polski oraz klubowym (m.in. w Kolejarzu Opole).

### Życie prywatne
W 1951 roku został chrzestnym syna Floriana Kapały.

## Osiągnięcia

### Drużynowe Mistrzostwa Polski– Sezon zasadniczy
źródła
| Sezon | Klub               | Miejsce | Liga     | Średnia/bg | Średnia/mc | Pkt       | Bonusy | Razem    | Komplety    | Biegi | Mecze |
| ----- | ------------------ | ------- | -------- | ---------- | ---------- | --------- | ------ | -------- | ----------- | ----- | ----- |
| 1949  | MK Kolejarz Rawicz | 9       | I Liga   | b.d.       | b.d.       | b.d.      | b.d.   | b.d.     | b.d.        | b.d.  | b.d.  |
| 1950  | Kolejarz Rawicz    | 5       | I Liga   | b.d.       | b.d.       | b.d.      | b.d.   | b.d.     | b.d.        | b.d.  | b.d.  |
| 1951  | Kolejarz Rawicz    | 8       | I Liga   | b.d.       | b.d.       | b.d.      | b.d.   | b.d.     | b.d.        | b.d.  | b.d.  |
| 1952  | Kolejarz Rawicz    | 9       | I Liga   | b.d.       | b.d.       | b.d.      | b.d.   | b.d.     | b.d.        | b.d.  | b.d.  |
| 1953  | Kolejarz Rawicz    | 9       | I Liga   | b.d.       | b.d.       | b.d.      | b.d.   | b.d.     | b.d.        | b.d.  | b.d.  |
| 1954  | Kolejarz Rawicz    | 3       | I Liga   | b.d.       | b.d.       | b.d.      | b.d.   | b.d.     | b.d.        | b.d.  | b.d.  |
| 1955  | Kolejarz Rawicz    | 2       | I Liga   | b.d.       | b.d.       | b.d.      | b.d.   | b.d.     | b.d.        | b.d.  | b.d.  |
| 1956  | Kolejarz Rawicz    | 5       | I Liga   | b.d.       | b.d.       | b.d.      | b.d.   | b.d.     | b.d.        | b.d.  | b.d.  |
| 1958  | Sparta II Wrocław  | 9       | III Liga | b.d.       | b.d.       | b.d.      | b.d.   | b.d.     | b.d.        | b.d.  | b.d.  |
| 1959  | Kolejarz Rawicz    | 8       | I Liga   | b.d.       | b.d.       | b.d.      | b.d.   | b.d.     | b.d.        | b.d.  | b.d.  |
| 1960  | Unia Tarnów        | 7       | I Liga   | b.d.       | b.d.       | b.d.      | b.d.   | b.d.     | b.d.        | b.d.  | b.d.  |
| 1961  | Stal Rzeszów       | 1       | I Liga   | b.d.       | b.d.       | b.d.      | b.d.   | b.d.     | b.d.        | b.d.  | b.d.  |
| 1962  | Stal Rzeszów       | 2       | I Liga   | b.d.       | b.d.       | b.d.      | b.d.   | b.d.     | b.d.        | b.d.  | b.d.  |
| 1963  | Stal Rzeszów       | 2       | I Liga   | 1,963 (20) | 6,536 (25) | 91,5 (23) | 14,5   | 106 (21) | 2 - (1 pł.) | 54    | 14    |
| 1964  | Stal Rzeszów       | 4       | I Liga   | 1,953 (20) | 6,417 (25) | 77 (23)   | 7      | 84 (26)  | 0           | 43    | 12    |
| 1965  | Stal Rzeszów       | 4       | I Liga   | 0,897 (50) | 2,231 (51) | 29 (49)   | 6      | 35 (49)  | 0           | 39    | 13    |
| 1966  | Stal Rzeszów       | 3       | I Liga   | 0,900      | 2,000      | 8 (61)    | 1      | 9 (61)   | 0           | 10    | 4     |
| 1967  | Stal Rzeszów       | 4       | I Liga   | b.d.       | b.d.       | b.d.      | b.d.   | b.d.     | b.d.        | b.d.  | b.d.  |
| 1968  | Stal Rzeszów       | 4       | I Liga   | b.d.       | b.d.       | b.d.      | b.d.   | b.d.     | b.d.        | b.d.  | b.d.  |
| 1969  | Stal Rzeszów       | 8       | I Liga   | b.d.       | b.d.       | b.d.      | b.d.   | b.d.     | b.d.        | b.d.  | b.d.  |
| 1970  | Stal Rzeszów       | 2       | II Liga  | b.d.       | b.d.       | b.d.      | b.d.   | b.d.     | b.d.        | b.d.  | b.d.  |

W nawiasie miejsce w danej kategorii (śr/m oraz śr/b - przy założeniu, że zawodnik odjechał minimum 50% spotkań w danym sezonie)

### Mistrzostwa świata par na żużlu
źródło
| Sezon | Miasto  | Ranga    | Miejsce | Punkty          |
| ----- | ------- | -------- | ------- | --------------- |
| 1970  | Maribor | Półfinał | 2       | 15 (drużyna 24) |

PZM nie wysłał zawodników na Finał Światowy pomimo awansu.

### Indywidualne mistrzostwa Polski na żużlu
- - 1951 – Wrocław – 16. miejsce – 2 pkt → wyniki[13]
  - 1955 – Cykl turniejów – 9. miejsce – 24 pkt → wyniki[14]
  - 1956 – Cykl turniejów – 9. miejsce – 16 pkt → wyniki[15]
  - 1961 – Rzeszów – 16. miejsce – 0 pkt → wyniki[16]
  - 1962 – Rzeszów – 12. miejsce – 5 pkt → wyniki[17]
  - 1963 – Rybnik – 5. miejsce – 10 pkt → wyniki[18]

### Memoriał Alfreda SmoczykawLesznie
- - 1951 – 7. miejsce – 4 pkt → wyniki[19]
  - 1955 – 5. miejsce – 9 pkt → wyniki[20]
  - 1956 – 12. miejsce – 4 pkt → wyniki[21]
  - 1959 – 13. miejsce – 0 pkt → wyniki[22]
  - 1961 – 6. miejsce – 6 pkt → wyniki[23]
  - 1962 – 12. miejsce – 2 pkt → wyniki[24]
  - 1963 – 8. miejsce – 4 pkt → wyniki[25]
  - 1964 – 8. miejsce – 4 pkt → wyniki[26]

### Puchar ROW
- - 1962 - Rybnik – 9. miejsce – 3 pkt → wyniki[27]
  - 1963 – Rybnik – 12. miejsce – 3 pkt → wyniki[28]
  - 1968 - Rybnik – 13. miejsce – 4 pkt → wyniki[29]

### Memoriał Zbigniewa Raniszewskiego
- - 1960 - Bydgoszcz – 12. miejsce – 6 pkt → wyniki[30]
  - 1961 - Bydgoszcz – 14. miejsce – 0 pkt → wyniki[31]

### Criterium Asów
- - 1955 - Bydgoszcz – 11. miejsce – 5 pkt → wyniki[32]
  - 1956 - Bydgoszcz – 7. miejsce – 9 pkt → wyniki[33]